# 印度华丽雨林蛛
印度华丽雨林蛛（學名：Poecilotheria regalis），是一種树栖性捕鸟蛛，产自于印度。移动速度快，毒性较大。以灰色和白色为主色。

## 饲养
此蜘蛛較易飼养，但是有着非常高的速度和毒性较高的特点。此蜘蛛不易上手玩。適宜生長温度在28至30度，湿度則為80%至85%。饲养方法和其他树栖型捕鸟蛛一样，垫材使用椰土，不要太厚，1至3cm即可。在垫材上放一个小水盆，牠会主動去喝水。用高的树栖蜘蛛饲养容器，这样可以防树皮，供牠栖息。生长非常的迅速，2-3年即可成体。喂食面包虫（黄粉甲幼虫）、大麦虫、樱桃蟑螂、杜比亚蟑螂和乳鼠。食物残渣一定要及时清理，避免爆发螨虫。蜕皮前不会进食，蜕皮期间不要喂食，蜕皮后静养几天再喂食。根据蜘蛛的年龄去决定食物的种类。比该属其他成员要稍微耐干燥一些。但进行更换饲养盒，喂食，清理的时候一定要小心被攻击，该属非常恋家，巢做好了不会轻易逃跑。